# 波多黎各议会大厦
波多黎各议会大厦（英語：Capitol of Puerto Rico），位于波多黎各首府圣胡安市城墙之外，波多黎各议会众议院与参议院均在此办公。